# Stefan Szwedowski
Stefan Szwedowski, ps. Wojciech, Szwed (ur. 26 grudnia 1891 w Piotrkowie Trybunalskim, zm. 27 maja 1973 w Warszawie) – działacz związkowy i syndykalistyczny, uczestnik powstania warszawskiego.

## Życiorys
Urodził się w rodzinie Dominika (1831–1896) i Urszuli z Witkowskich. W 1905 uczestniczył w strajku szkolnym. Od 1911 był notowany przez carską Ochranę jako działacz konspiracji młodzieżowej. Aresztowany przez władze rosyjskie i więziony od 1913 do 1915. W 1915 wstąpił do batalionu warszawskiego POW. Pod koniec I wojny światowej należał do kierownictwa konspiracyjnego Związku Młodzieży Polskiej „Zet”.
W 1919 ukończył studia prawnicze na Uniwersytecie Warszawskim. Od 1922 był współorganizatorem Związku Obrony Kresów Zachodnich i Związku Rad Ludowych. Od 1929 był wiceprezesem Rady Polaków z Zagranicy. Od 1931 był działaczem Związku Związków Zawodowych, członkiem tzw. „zetowego skrzydła syndykalistycznego”. Od 1935 do 1939 był członkiem Centralnego Wydziału Zawodowego ZZZ.
W październiku 1939 był jednym z założycieli Związku Syndykalistów Polskich, a od 1943 pełnił funkcję sekretarza głównego ZSP. Był przedstawicielem Związku w Radzie Pomocy Żydom „Żegota”. Od 1942 organizował tajny Polski Związek Zachodni. W lutym 1944 został wiceprzewodniczącym Centralizacji Stronnictw Demokratycznych, Socjalistycznych i Syndykalistycznych. Walczył w powstaniu warszawskim w stopniu porucznika, w szeregach 104 kompanii syndykalistów. Po przejściu kanałami do Śródmieścia organizował Syndykalistyczne Porozumienie Powstańcze.
Po wojnie wraz z innymi syndykalistami pracował w działającej do 1948 łódzkiej Spółdzielni Wydawniczej „Słowo”, a następnie innych spółdzielniach pracy. W 1950 Urząd Bezpieczeństwa podjął wobec Szwedowskiego działania śledcze, mające przygotować proces o organizowanie „spisku w kierownictwie komunistycznym w czasie II wojny”. W lipcu 1953 podjęto decyzję o aresztowaniu. Brak jednak informacji o pobycie Szwedowskiego w więzieniu. W 1973, tuż przed śmiercią Szwedowskiego, SB rozpatrywała podjęcie czynności mających na celu przejęcie posiadanego przezeń archiwum dotyczące ruchu syndykalistycznego.
Został pochowany na cmentarzu Powązkowskim (kwatera 284b-1-1).

## Ordery i odznaczenia
- Krzyż Niepodległości (12 maja 1931)[4]
- Krzyż Oficerski Orderu Odrodzenia Polski[5]
- Krzyż Kawalerski Orderu Odrodzenia Polski (10 listopada 1928)[6]
- Krzyż Walecznych[5]
- Złoty Krzyż Zasługi (11 listopada 1937)[7]
- Medal Dziesięciolecia Odzyskanej Niepodległości[5]
- Krzyż Legionowy[5]